# Magdagatxi
Magdagatxi - Магдагачи (rus) és un possiólok de l'óblast de l'Amur (Rússia) a 367 km al nord-oest de la ciutat de Blagovésxensk. El 2023 tenia 9.056 habitants.